# Seljavallalaug

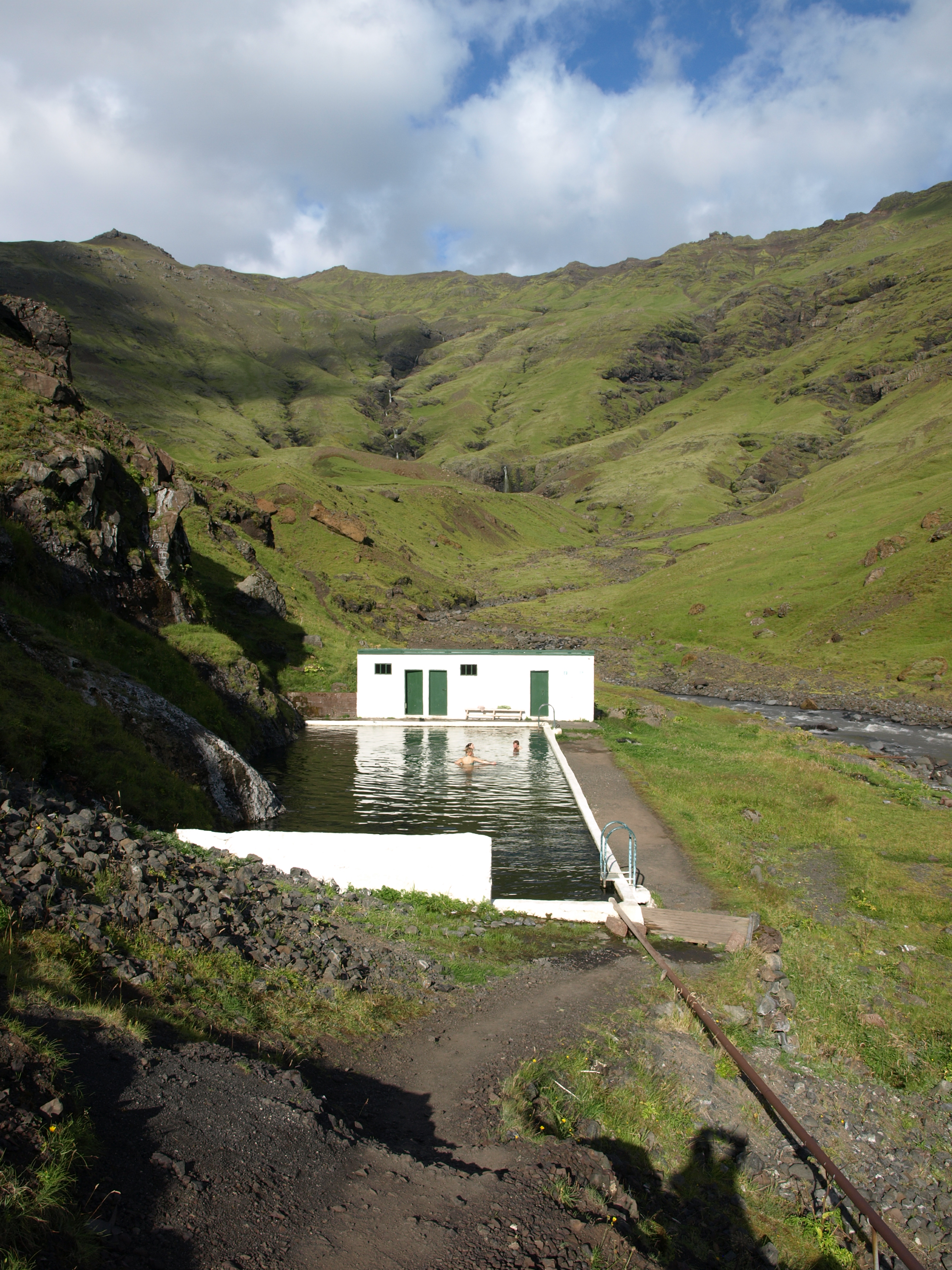
Seljavallalaug

Seljavallalaug è una piscina protetta di 25 metri nell'Islanda meridionale. La piscina è una della più antiche del paese e fu realizzata nel 1923.
Seljavallalaug è posizionata poco distante da Seljavellir. La costruzione fu diretta da Bjorn Andrésson Berjaneskoti, che ricevette l'Ungmennafélagið Eyfelling per l'opera. I corsi furono avviati nel 1927 come parte dell'educazione obbligatoria. La piscina, lunga 25 metri e larga 10, fu la più grande dell'Islanda fino al 1936.
Nel 1990 fu costruita una nuova piscina circa 2 km più a valle, ma si può ancora andare a nuotare in quella vecchia gratuitamente ma a proprio rischio. La vasca viene ripulita una volta ogni estate.
L'eruzione dell'Eyjafjöll del 2010 riempì la piscina di cenere. All'inizio dell'estate 2011 un gruppo di volontari si riunì per ripulire la vasca con pale caricatrici ed escavatori.
Il video di debutto, Never Back Down, della band belga-olandese Novastar, è stato girato nel 2006 proprio nella piscina islandese.

## Galleria d'immagini

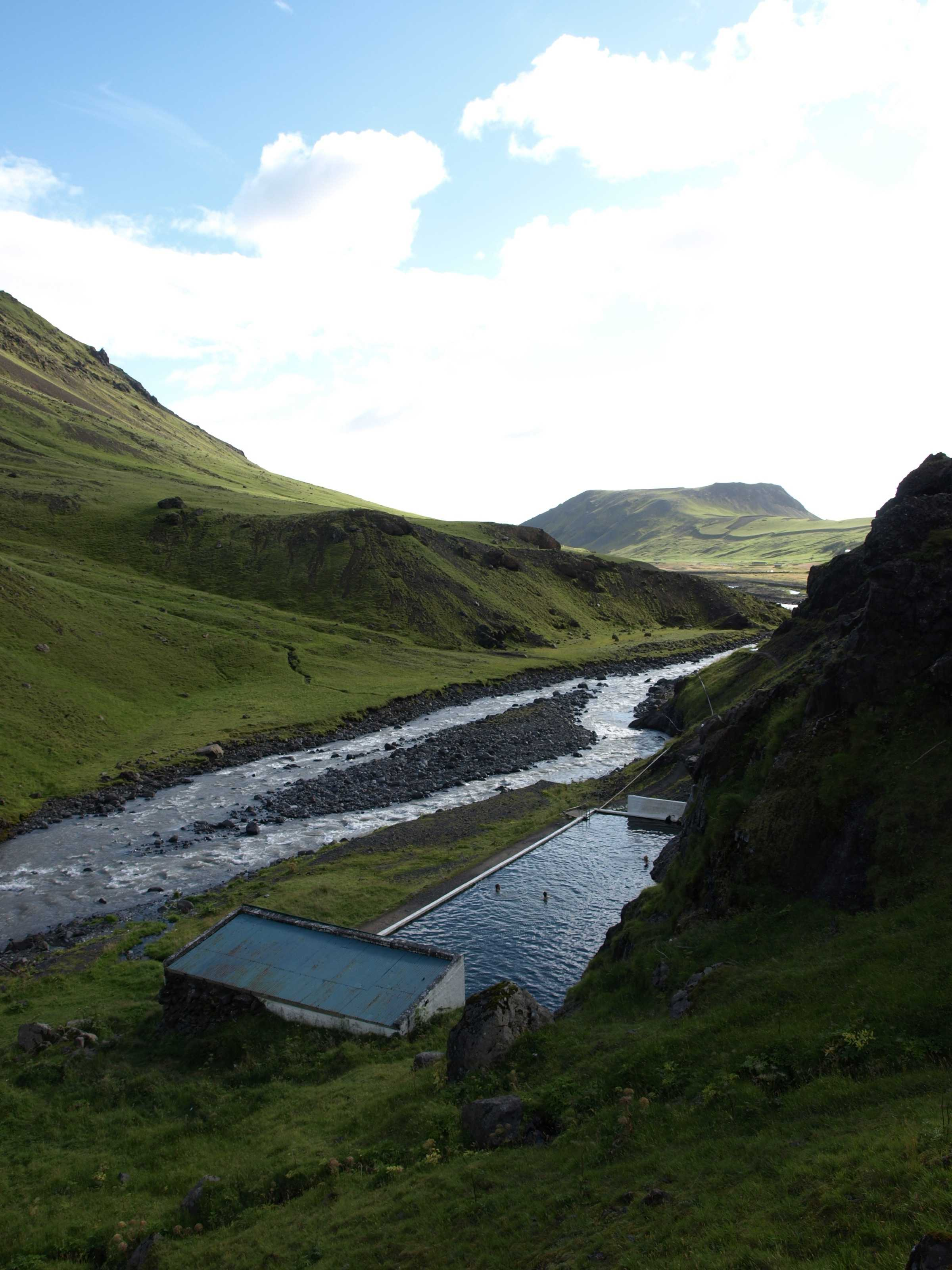
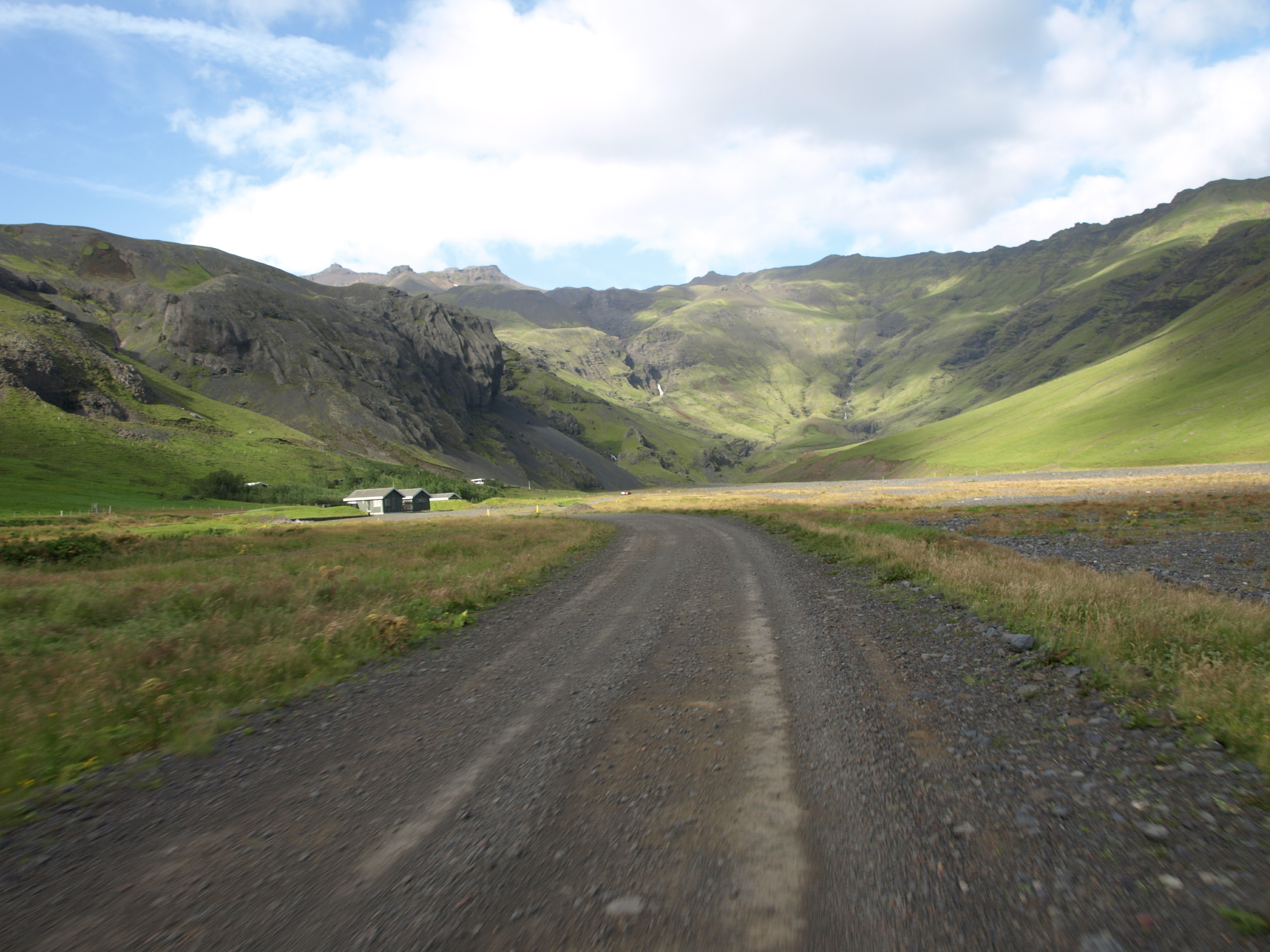
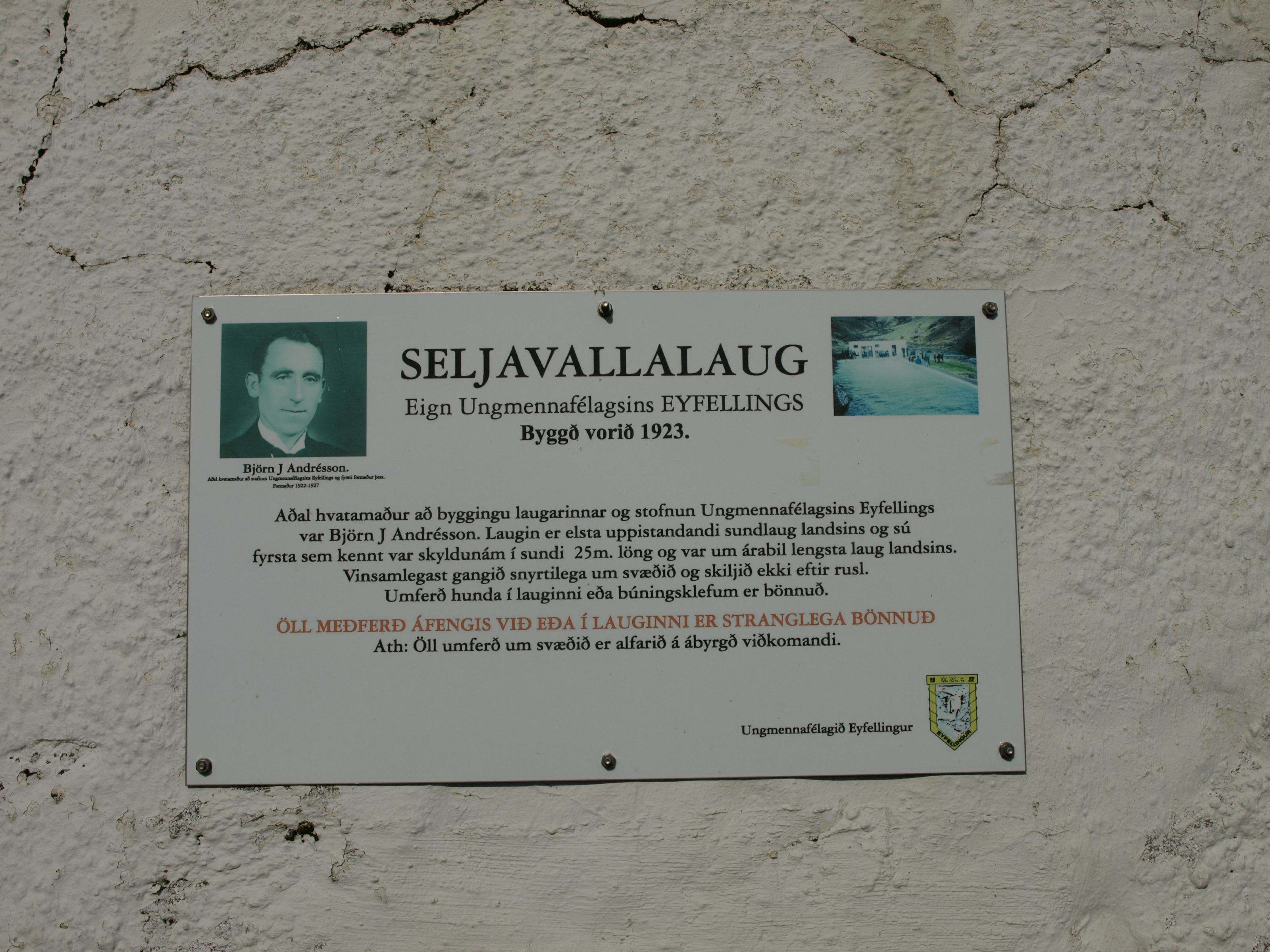
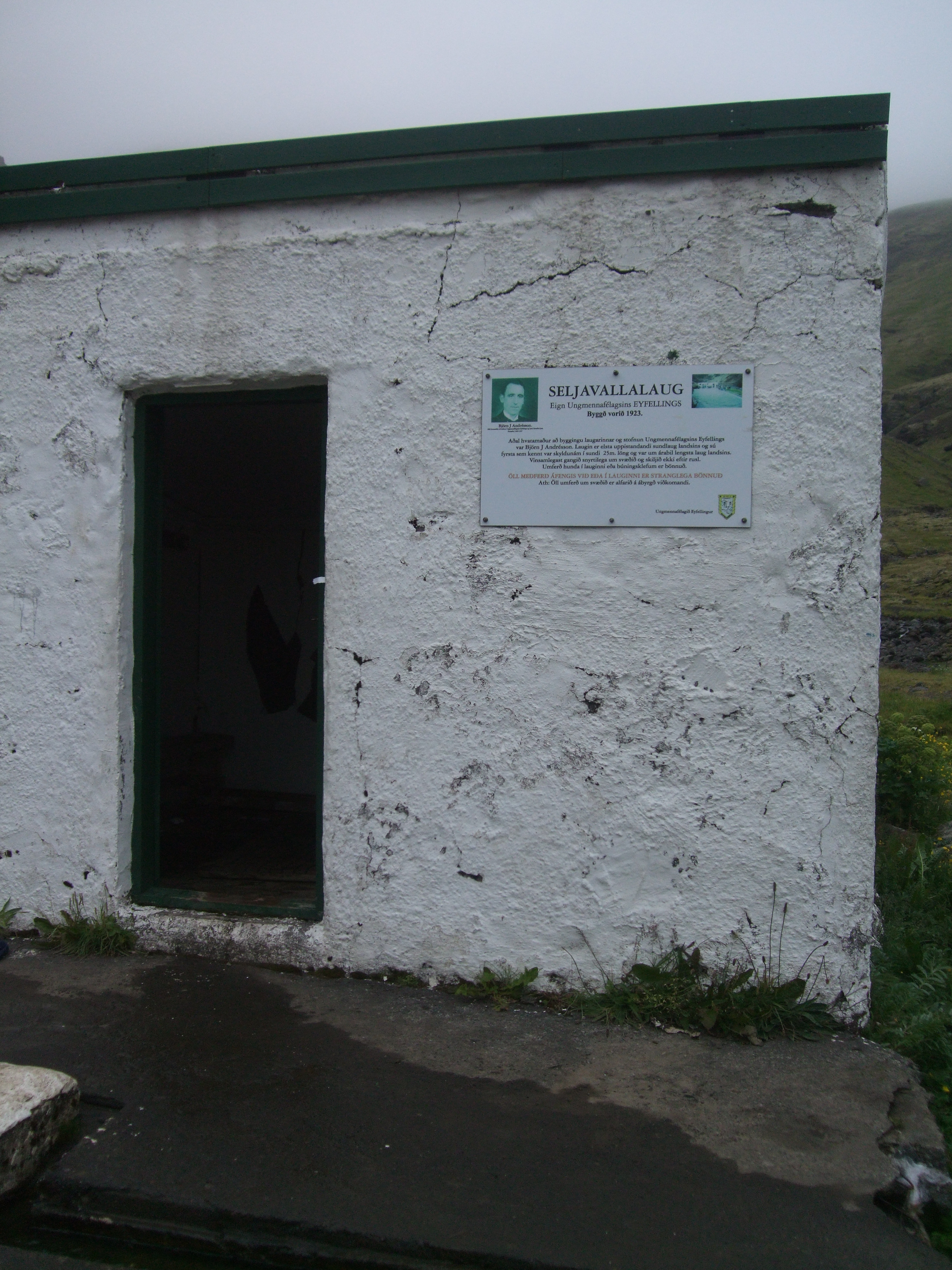
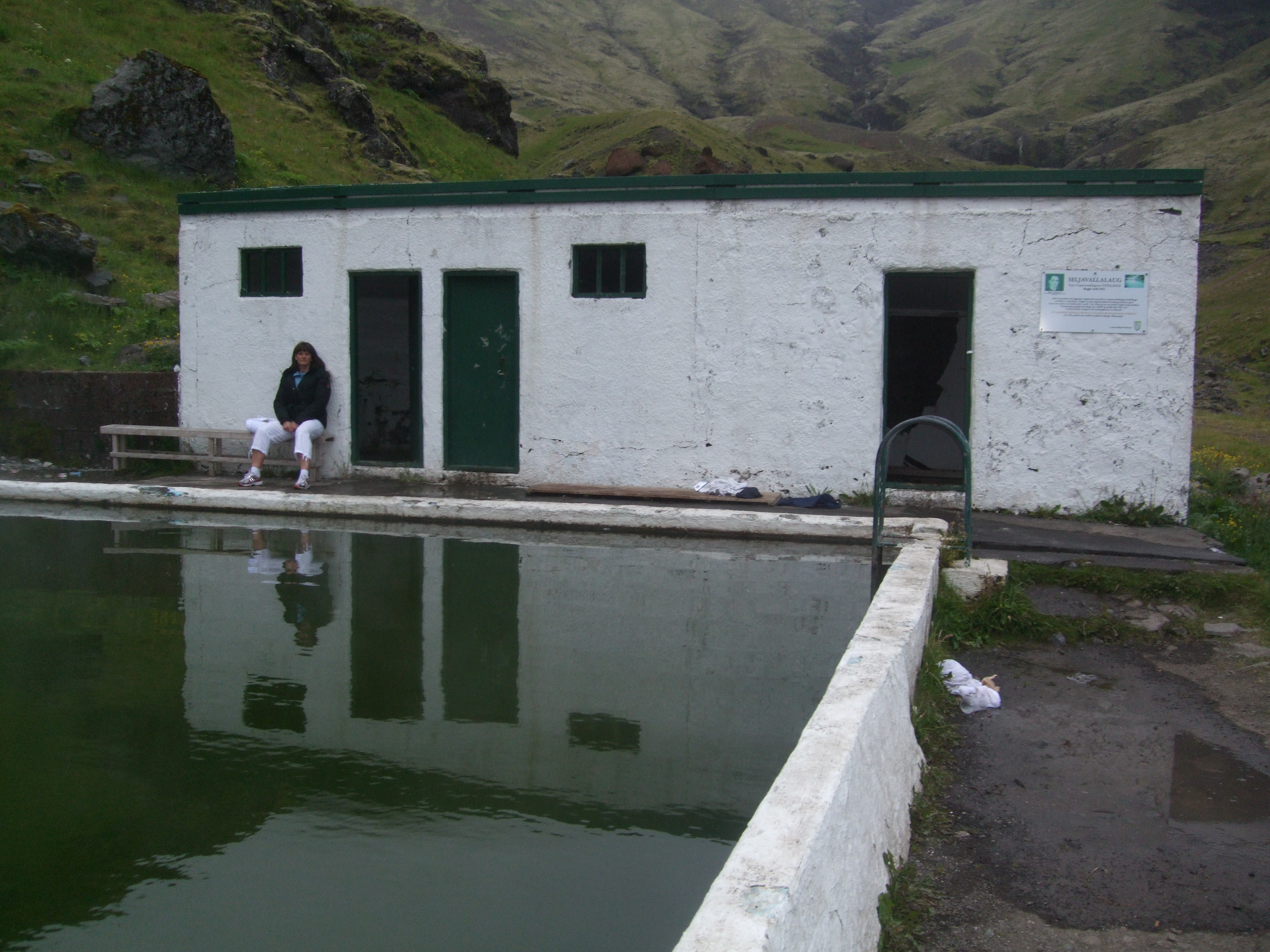
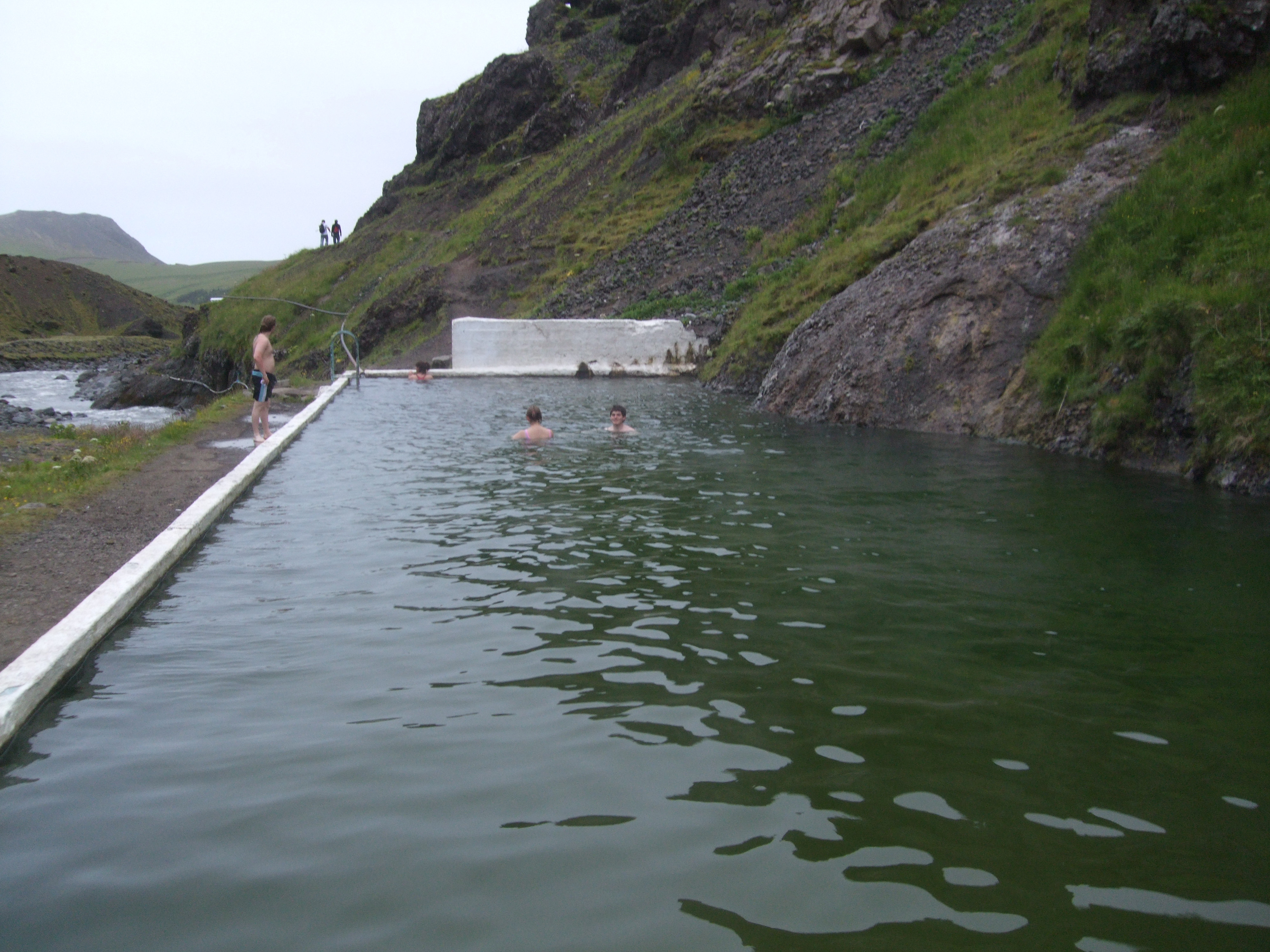
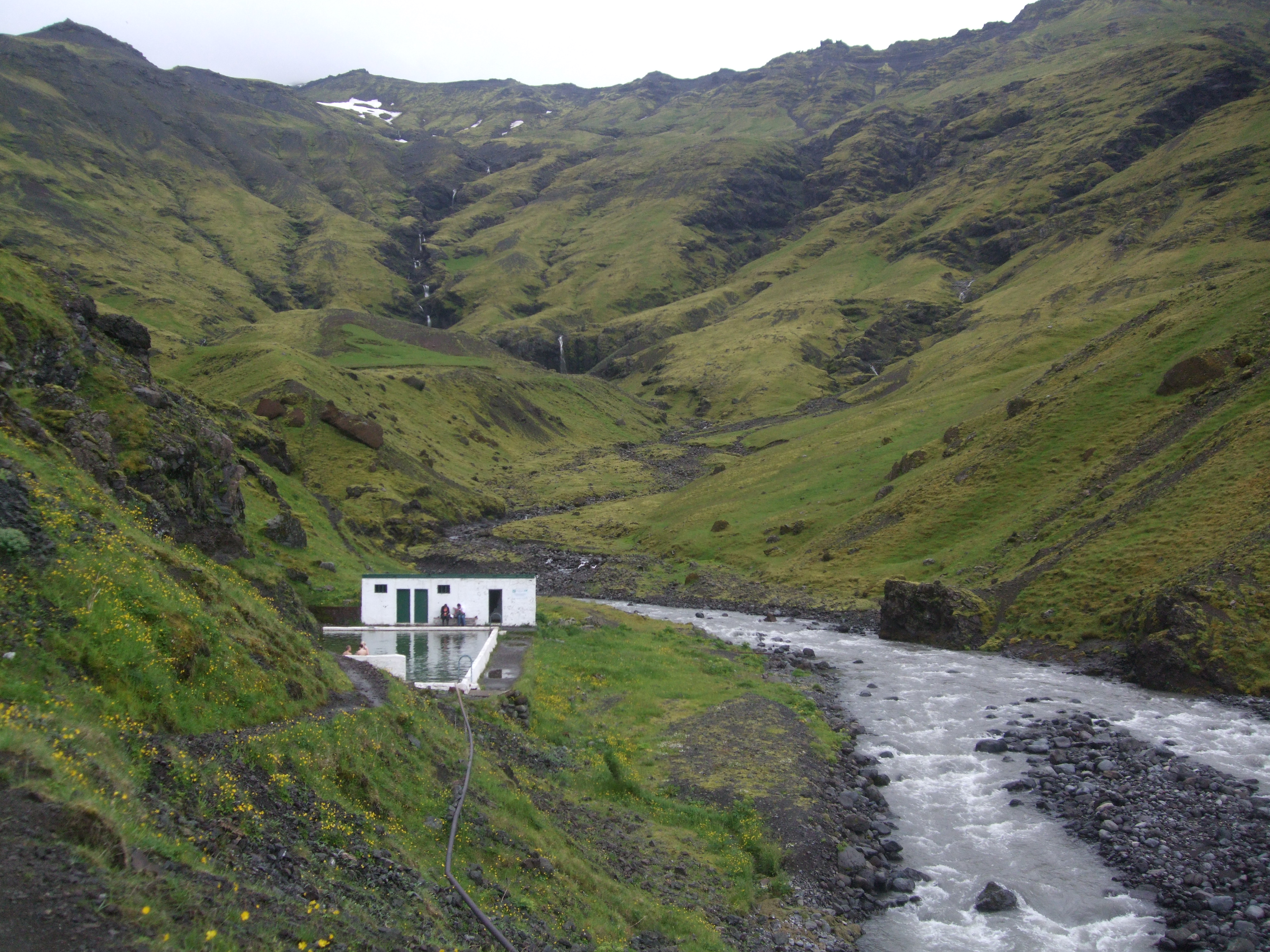